# 12-Stunden-Rennen von Abu Dhabi
Das 12-Stunden-Rennen von Abu Dhabi (im Original Gulf 12 Hours genannt) ist ein Sportwagen-Langstreckenrennen, das auf dem Yas Marina Circuit in Abu Dhabi abgehalten wird. Das Rennen wird seit 2012 gemeinsam von den Betreibern der arabischen Strecke und der britischen Promoter-Firma Driving Force Events Ltd. veranstaltet und ist die längste Rennveranstaltung, die seitdem auf dem Formel-1-Kurs in den Vereinigten Arabischen Emiraten stattfindet. Das Rennen ist Teil der Intercontinental GT Challenge.

## Konzept
Das Rennen wird in 2 Teilläufen à 6 Stunden Dauer ausgetragen, die von einer zweistündigen Reparaturpause unterbrochen werden. Durch die traditionellen Startzeiten um 9 und 17 Uhr Ortszeit und den Termin im Dezember hat dies zur Folge, dass der erste Teillauf komplett bei Tageslicht ausgetragen wird, während der zweite Lauf kurz nach Sonnenuntergang gestartet wird und als Nachtrennen auf dem gut ausgeleuchtet Kurs stattfindet. Die Unterbrechung wird wie eine Rennunterbrechung durch ein Safetycar behandelt: Die absolvierten Runden werden gezählt und in den 2. Abschnitt übernommenen, die Abstände werden jedoch eliminiert.
Teilnahmeberechtigt sind Wagen aus verschiedenen GT- und Prototypenklassen, wobei die zugelassenen Fahrzeugkategorien sich in Details von Jahr zu Jahr ändern. Als Hauptkategorien sind derzeit GT3-, GT4-, Cup- und LMP3-Fahrzeuge startberechtigt.

## Geschichte
Um eine zusätzliche Auslastung der Rennstrecke in Abu Dhabi mit zusätzlichen Rennveranstaltungen zu erreichen, wurde für den Saisonbeginn 2012 die Ausrichtung einer Langstreckenveranstaltung erwogen. Das Management der Strecke verpflichtete dazu, schließlich die britische Driving Force Events Ltd. In Abgrenzung vom bereits in der Region etablierten 24-Stunden-Rennen von Dubai erarbeitete man das Konzept eines 12-Stunden-Rennens, das bei halben Einsatzkosten gegenüber einer 24-Stunden-Veranstaltung hauptsächlich auf Sportwagen-Privatpiloten als Kunden zugeschnitten wurde. Ein Bestandteil des Konzepts war die Aufteilung in 2 6-stündige Abschnitte, um bei einem frühen Ausfall einer Mannschaft den übrigen Kundenpiloten noch eine Weiterfahrt nach der Reparaturpause zu ermöglichen.
Als siegfähige Hauptkategorie wurde von Anfang an die GT3-Klasse in den Fokus gerückt, da es in dieser einen großen Anteil an privaten Wagenbesitzern gibt, die erklärte Zielgruppe des Rennens sind. Die erste Ausgabe, an der 15 Teams teilnahmen, wurde im Januar 2012 zwei Wochen nach dem Event in Dubai angesetzt. Die italienische Ferrari-Einsatzmannschaft AF Corse konnte dieses Rennen für sich entscheiden.
Im Januar 2021 wurde es auf dem Bahrain International Circuit ausgetragen.

## Gesamtsieger
| Jahr            | Team                                  | Fahrer                                                 | Fahrzeug                  | Runden            |
| --------------- | ------------------------------------- | ------------------------------------------------------ | ------------------------- | ----------------- |
| 2013            | Team Abu Dhabi by Black Falcon Racing | Bernd Schneider Jeroen Bleekemolen Khaled Al Qubaisi   | Mercedes-Benz SLS AMG GT3 | 308               |
| 2014            | AF Corse                              | Michele Rugolo Davide Rigon Stephen Wyatt              | Ferrari 458 Italia GT3    | 315               |
| 2015            | Kessel Racing                         | Michał Broniszewski Davide Rigon Giacomo Piccini       | Ferrari 458 Italia GT3    | 301               |
| 2016            | Kessel Racing                         | Michał Broniszewski Davide Rigon Giacomo Piccini       | Ferrari 488 GT3           | 300               |
| 2017            | Kessel Racing                         | Michał Broniszewski Davide Rigon Miguel Molina         | Ferrari 488 GT3           | 302               |
| 2018            | Kessel Racing                         | Michał Broniszewski Davide Rigon Alessandro Pier Guidi | Ferrari 488 GT3           | 313               |
| 2019            | Attempto Racing                       | Christopher Mies Rinat Salikhov Dries Vanthoor         | Audi R8 LMS Evo           | 316               |
| 2020            | Nicht ausgetragen                     | Nicht ausgetragen                                      | Nicht ausgetragen         | Nicht ausgetragen |
| 2021            | 2 Seas Motorsport                     | Isa Al-Khalifa Ben Barnicoat Martin Kodrić             | McLaren 720S GT3          | 341               |
| 2022 (Januar)   | 2 Seas Motorsport                     | Isa Al-Khalifa Ben Barnicoat Martin Kodrić             | Mercedes-AMG GT3 Evo      | 359               |
| 2022 (Dezember) | AF Corse                              | Antonio Fuoco James Calado Alessandro Pier Guidi       | Ferrari 488 GT3 Evo       | 335               |
| 2023            | Team GruppeM Racing                   | Maro Engel Mikaël Grenier Luca Stolz                   | Mercedes-AMG GT3 Evo      | 348               |
| 2024            | Saintéloc Racing                      | Gilles Magnus Dennis Marschall Bihuang Zhou            | Audi R8 LMS Evo II        | 353               |